# IC 1061
IC 1061 ist eine elliptische Galaxie vom Hubble-Typ E0 im Sternbild Bärenhüter am Nordsternhimmel. Sie ist schätzungsweise 593 Millionen Lichtjahre von der Milchstraße entfernt und hat einen Durchmesser von etwa 35.000 Lj. Die Galaxie bildet mit IC 1062 ein gravitativ gebundenes Paar.

Im selben Himmelsareal befinden sich u. a. die Galaxien NGC 5760, NGC 5778, IC 4507.
Das Objekt wurde am 18. Juli 1892 von Stéphane Javelle entdeckt.